# Knut Nesbø
Knut Nesbø (Oslo, 26 aprile 1961 – Molde, 8 febbraio 2013) è stato un giornalista, chitarrista e calciatore norvegese, di ruolo centrocampista.
Fece parte del gruppo musicale pop rock Di Derre. Morì improvvisamente nel 2013.

## Biografia
Era il fratello di Jo Nesbø, musicista (entrambi suonavano nei Di Derre) e scrittore.

## Carriera

### Giocatore

#### Club
Nesbø giocò per il Molde dal 1979 al 1985, con delle parentesi al Rival (1980) e allo Harstad (1982). Sempre con il Molde, esordì nella 1. divisjon: il 29 aprile 1984, fu titolare nella sconfitta per 0-3 contro lo Start. Dal 1986 al 1989 fu in forza al Lyn Oslo. Nel 1990, giocò nello Stabæk.

### Giornalismo
Lavorò per Aftenposten, poi per Norsk rikskringkasting (NRK).